# Victoria (Canada)
 For alternative betydninger, se Victoria. (Se også artikler, som begynder med Victoria)
Victoria er hovedstaden af provinsen Britisk Columbia i Canada med 91.867 (2021) indbyggere. Victoria ligger på sydspidsen af Vancouver Island og er omgivet af flotte strande og kyster. Klimaet er behageligt med varme somre og milde vintre. På grund af det behagelige klima, bor mange ældre mennesker i Victoria. Hovedindustrierne i byen er turisme, regeringsarbejde, søværnet og uddannelse. Victoria var en gang hjemsted for Songhees indianerstammen. Byens moderne historie begyndte som en britisk koloni og er stadigvæk kendt som "mere britisk end Storbritannien." I dag vedligeholder byen mange af sine britiske og indianertraditioner og kultur. 
Victoria ligger ca 100 km eller 2 timer syd fra Vancouver med færge. 

## Venskabsbyer
- Khabarovsk, Rusland
- Napier, New Zealand
- Morioka, Japan
- Suzhou, Kina